# Allopauropus insignis
Allopauropus insignis är en mångfotingart som beskrevs av Paul Auguste Remy 1961. Allopauropus insignis ingår i släktet småfåfotingar, och familjen fåfotingar. Inga underarter finns listade i Catalogue of Life.